# Letiště Cayenne
Mezinárodní letiště Cayenne – Rochambeau (IATA: CAY, ICAO: SOCA; francouzsky: Aéroport international de Cayenne - Rochambeau) je hlavní mezinárodní letiště jihoamerického francouzského departamentu Francouzské Guyany. Letiště se nachází v okolí města Matoury 13, 5 km jihozápadně od hlavního města Cayenne.

## Historie
Letiště v Cayenne bylo postaveno v roce 1943 během 10 měsíců Armádou USA, která zde chtěla přijímat a vypouštět bombardéry do Afriky. V roce 1949 bylo letiště koupeno Francií. Později bylo letiště zrekonstruováno, svou nynější podobu získalo v roce 2000.

## Charakter letiště
Letiště Cayenne – Rochambeau stojí kousek od místa původního letiště Gallion, používaného do roku 1943. Je to největší letiště ve Francouzské Guyaně, v roce 2008 přepravilo 400 025 cestujících, což představuje nárůst o 3,9 % oproti předchozímu roku.
Letiště je vybaveno jednou vzletovou a přistávací dráhou, nesoucí označení 08/26 o rozměrech 3800 x 45 metrů. Cestujícím je k dispozici jedna odbavovací hala a parkoviště. Terminál má rozlohu 12 000 m2.

## Aerolinie a destinace
| Společnost          | Destinace |
| ------------------- | --- |
| Air Caraïbes        | Belém – mezinárodní letiště Val de Cães • Fort-de-France – mezinárodní letiště Aimé Césaira • Paříž – mezinárodní letiště Orly • Pointe-à-Pitre – mezinárodní letiště Le Raizet • Port-au-Prince – mezinárodní letiště Toussainta Louvertura • Santo Domingo – mezinárodní letiště Las Américas |
| Air France          | Fort-de-France mezinárodní letiště Aimé Césaira • Miami – mezinárodní letiště Miami • Paříž – mezinárodní letiště Orly • Pointe-à-Pitre – mezinárodní letiště Le Raizet • Port-au-Prince – mezinárodní letiště Toussainta Louvertura •                                                          |
| Air Guyane Express  | Maripasoula – letiště Maripasoula • Saül – letiště Saül • Saint Georges – letiště Saint-Georges-de-l'Oyapock |
| Montenegro Airlines | Podgorica – mezinárodní letiště Golubovci |
| Surinam Airways     | Paramaribo – mezinárodní letiště Johana Adolfa Pengela |
| TAF Linhas Aéreas   | Macapá – mezinárodní letiště Macapá • Belém – mezinárodní letiště Val de Cães • São Luís – mezinárodní letiště Marechala C. Machada • Fortaleza – mezinárodní letiště Pinta Martinse • Recife – mezinárodní letiště Guararapes                                                                  |